# Sainte-Marie-la-Robert
Sainte-Marie-la-Robert är en kommun i departementet Orne i regionen Normandie i nordvästra Frankrike. Kommunen ligger i kantonen Carrouges som tillhör arrondissementet Alençon. År 2022 hade Sainte-Marie-la-Robert 87 invånare.

## Befolkningsutveckling
Antalet invånare i kommunen Sainte-Marie-la-Robert
| Referens: INSEE |